# Turmhügel Oedenthurn
Der Turmhügel Oedenthurn ist der Rest einer mittelalterlichen Turmhügelburg (Motte) 390 m nordöstlich des Weilers Oedenthurn, eines Gemeindeteils der oberpfälzischen Stadt Parsberg im Landkreis Neumarkt in der Oberpfalz. Die Anlage wird als Bodendenkmal unter der Aktennummer D-3-6736-0001 als „mittelalterlicher Turmhügel ‚Oedenthurn‘“ geführt.

## Beschreibung
Die ehemals kreisrunde Anlage hatte einen Durchmesser von 55 m; sie fiel von Nordwest nach Südost um ca. 5 m ab. Die Anlage wird heute im nördlichen Teil von der Staatsstraße 2234 gequert, der südöstliche Teil ist von Wald bestanden. Der Turmhügel ist noch erhalten.